# Meredith Kessler
Meredith Kessler (* 28. Juni 1978 als Meredith Brooke Keeran) ist eine ehemalige US-amerikanische Triathletin. Sie ist mehrfache Ironman-Siegerin (2010–2016) und Staatsmeisterin auf der Mitteldistanz (2013, 2014). Sie wird in der Bestenliste US-amerikanischer Triathletinnen auf der Ironman-Distanz geführt.

## Werdegang
Meredith Keeran wuchs in Columbus auf. Sie studierte an der Syracuse University und sie startete 2000 bei ihrem ersten Triathlon auf der Langdistanz.
Im August 2010 gewann sie den Ironman Canada (3,8 km Schwimmen, 180 km Radfahren und 42,2 km Laufen). In ihrem ersten Profi-Jahr 2010 kam sie beim Ironman Hawaii (Ironman World Championships) mit Migräne-Attacken als 26. von 40 Profi-Triathletinnen ins Ziel.

### 3. Rang Weltmeisterschaft Triathlon Langdistanz 2011
2011 wurde sie im November Dritte bei der Weltmeisterschaft über die Triathlon-Langdistanz in Nevada.
2012 erlitt sie sechs Wochen vor ihrem geplanten Start beim Ironman 70.3 in Henderson einen Radunfall: Bei einer Bergabfahrt stürzte ein vor ihr fahrender Radfahrer und sie wiederum über ihn. Kessler erlitt den Bruch eines Wirbels.
Im Mai 2013 wurde sie US-amerikanische Staatsmeisterin auf der Triathlon-Mitteldistanz und sie konnte diesen Erfolg 2014 erfolgreich wiederholen. Im September belegte sie den vierten Rang auf der „halben Ironman-Distanz“ bei den Ironman 70.3 World Championships (1,9 km Schwimmen, 90 km Radfahren und 21,1 km Laufen). Im November erreichte sie in Arizona bereits ihren siebten Ironman-Sieg, nachdem sie hier in den beiden Vorjahren den zweiten Platz belegt hatte. Dies war ihr elfter Start in Arizona und ihr 52. Rennen auf der Ironman-Distanz.
Im März 2015 holte sie sich mit dem Sieg in Neuseeland ihre achte Goldmedaille bei einem Ironman-Rennen.
Beim Ironman Hawaii kam sie 2013 mit einem siebten Platz in die Preisgeldränge, ihre übrigen Starts dort verliefen aber allesamt nicht nach Plan. Nachdem sie 2011 nicht auf Hawaii dabei war, startete sie 2012 wenige Monate nach ihrem Radunfall mit Wirbelbruch erneut in Kailua-Kona. Sie kam auch als zweite Frau aus dem Wasser, kollidierte dann aber auf dem Rad an vierter Position liegend wegen einer Sturmböe mit einem anderen Radfahrer. Mit einer Gehirnerschütterung nach dem Sturz fuhr sie zwar die Radetappe noch bis zum zweiten Wechsel zu Ende, stieg dann aber aus. 2014 stieg sie in Tuchfühlung auf Amanda Stevens und Jodie Swallow als Dritte aus dem Wasser, lag auf dem Rad sogar zeitweise in Führung, stieg aber nach einem Wechsel als siebte Frau auf die Laufstrecke dort mit Erbrechen aus. 2015 kam sie nach 12:26 h als 361. Frau ins Ziel. Sie wird trainiert von Matt Dixon.
Wie jedes Jahr seit 2012 startete sie fünf Wochen später beim Ironman Arizona, wo ihr in neuer persönlicher Bestzeit die Verteidigung ihres Vorjahressiegs sowie ihr neunter Erfolg bei einem Triathlon unter dem Markenzeichen „Ironman“ gelang. In der Professional Triathlon Union, einem im September 2015 gegründeten Zusammenschluss von Profi-Triathleten, gehört Meredith Kessler zum Board of Directors.
Meredith Kessler ist verheiratet und lebt mit ihrem Mann  in San Francisco. 2017 kam ihr Sohn zur Welt und sie pausierte in dieser Zeit. Im April 2018 belegte sie den sechsten Rang beim Ironman Texas.
Im März 2020 wurde die damals 41-Jährige Zweite beim Ironman New Zealand.
Seit 2020 tritt Meredith Kessler nicht mehr international in Erscheinung.

## Auszeichnungen
- Im Mai 2018 wurde Meredith Kessler anlässlich des Ironman-Jubiläums 40 Years of Dreams (1978–2018) als «Greatest American Triathlete of All Time» ausgezeichnet.[7]

## Sportliche Erfolge
| Datum/Jahr    | Rang | Wettbewerb                                 | Austragungsort       | Zeit     | Bemerkung                                                                                             |
| ------------- | ---- | ------------------------------------------ | -------------------- | -------- | --- |
| 15. Feb. 2020 | 3    | Challenge Wanaka                           | Wanaka               | 04:36:12 | |
| 30. Juni 2019 | 2    | Ironman 70.3 Steelhead                     | Benton Harbor        |          | |
| 23. Juni 2019 | 3    | Ironman 70.3 Mont-Tremblant                | Mont-Tremblant       | 04:21:23 | |
| 16. Feb. 2019 | 2    | Challenge Wanaka                           | Wanaka               | 04:32:19 | |
| 8. Dez. 2018  | 3    | Challenge Daytona                          | Daytona Beach        | 02:50:35 | Verkürzter Kurs: 1,6 km Schwimmen, 60 km Radfahren und 13,1 km Laufen                                 |
| 24. Juni 2018 | 1    | Ironman 70.3 Mont-Tremblant                | Mont-Tremblant       |          | |
| 3. Juni 2018  | 1    | Ironman 70.3 Raleigh                       | Raleigh              | 04:20:53 | |
| 10. Dez. 2016 | 1    | Ironman 70.3 Taupo                         | Lake Taupō           | 04:22:36 | erfolgreiche Titelverteidigung                                                                        |
| 5. Juni 2016  | 2    | Ironman 70.3 Raleigh                       | Raleigh              | 04:22:46 | |
| 7. Mai 2016   | 3    | Ironman 70.3 St. George                    | St. George           | 04:22:02 | US-Championships                                                                                      |
| 12. Dez. 2015 | 1    | Ironman 70.3 Taupo                         | Lake Taupō           |          | |
| 30. Aug. 2015 | DNF  | Ironman 70.3 World Championships           | Zell am See          | –        | Ironman 70.3-Weltmeisterschaft                                                                        |
| 31. Mai 2015  | 1    | Ironman 70.3 Raleigh                       | Raleigh              | 04:14:00 | |
| 2. Mai 2015   | 2    | Ironman 70.3 St. George                    | St. George           | 04:19:27 | Zweite hinter der Kanadierin Heather Wurtele bei den US-Championships                                 |
| 18. Jan. 2015 | 1    | Ironman 70.3 Auckland                      | Auckland             | 04:20:11 | |
| 7. Sep. 2014  | 4    | Ironman 70.3 World Championships           | Mont-Tremblant       |          | Ironman 70.3 Weltmeisterschaft                                                                        |
| 27. Juli 2014 | 1    | Challenge New Albany                       | New Albany, OH       | 04:19:02 | Sieg bei der Erstaustragung                                                                           |
| 13. Juli 2014 | 1    | Vineman Ironman 70.3                       | Sonoma County        | 04:11:43 | |
| 22. Juni 2014 | 1    | Ironman 70.3 Mont-Tremblant                | Mont-Tremblant       | 04:13:23 | |
| 5. Mai 2014   | 1    | US Championships Middle Distance Triathlon | St. George           | 04:11:53 | Staatsmeisterin auf der Mitteldistanz beim Ironman 70.3 St. George – neben Andy Potts bei den Männern |
| 29. März 2014 | 3    | Ironman 70.3 California                    | Oceanside            | 04:19:52 | |
| 21. Juli 2013 | 1    | Ironman 70.3 Lake Stevens                  | Washington           | 04:18:05 | [ 10 ]                                                                                                |
| 19. Mai 2013  | 1    | Columbia Triathlon                         | Ellicott City        |          | |
| 4. Mai 2013   | 1    | Ironman 70.3 St. George                    | St. George           |          | US-amerikanische Meisterin auf der Mitteldistanz – neben Kevin Collington bei den Männern             |
| 20. Jan. 2013 | 3    | Ironman 70.3 Auckland                      | Auckland             | 04:29:25 | |
| 15. Juli 2012 | 1    | Vineman Ironman 70.3                       | Sonoma County        |          | |
| 10. Juni 2012 | 1    | Eagleman Ironman 70.3                      | Cambridge (Maryland) | 04:12:40 | |
| 17. Juli 2011 | 4    | Vineman Ironman 70.3                       | Sonoma County        | 04:18:24 | [ 11 ]                                                                                                |
| 10. Apr. 2011 | 8    | Ironman 70.3 Texas                         | Galveston Island     | 04:17:35 | |
| 18. Apr. 2010 | 4    | Ironman 70.3 New Orleans                   | New Orleans          | 04:22:06 | 1,9 km Schwimmen, 90 km Radfahren und 21,1 km Laufen                                                  |
| 20. Juli 2008 | 2    | Vineman Ironman 70.3                       | Sonoma County        | 04:42:29 | |
| 2002          |      | Ironman 70.3 California                    | Oceanside            | 05:30:08 | |

| Datum/Jahr    | Rang | Wettbewerb                                      | Austragungsort | Zeit     | Bemerkung                                                                                     |
| ------------- | ---- | ----------------------------------------------- | -------------- | -------- | --------------------------------------------------------------------------------------------- |
| 20. Aug. 2023 | 2    | Ironman Mont-Tremblant                          | Québec         |          |                                                                                               |
| 7. März 2020  | 2    | Ironman New Zealand                             | Taupō          | 08:56:03 |                                                                                               |
| 24. Nov. 2019 | 3    | Ironman Arizona                                 | Tempe          | 09:05:35 |                                                                                               |
| 28. Apr. 2018 | 6    | Ironman Texas                                   | The Woodlands  | 08:47:43 | verkürzter Radkurs                                                                            |
| 4. März 2017  | 3    | Ironman New Zealand                             | Taupō          | 09:27:19 | [ 13 ]                                                                                        |
| 20. Nov. 2016 | 1    | Ironman Arizona                                 | Tempe          | 08:48:23 | dritter Sieg in Folge                                                                         |
| 8. Okt. 2016  | 35   | Ironman Hawaii                                  | Hawaii         | 10:25:17 |                                                                                               |
| 5. März 2016  | 1    | Ironman New Zealand                             | Taupō          | 08:56:08 | zehnter Ironman-Sieg und fünfter Sieg in Neuseeland – mit neuem Streckenrekord                |
| 15. Nov. 2015 | 1    | Ironman Arizona                                 | Tempe          | 08:44:00 | erfolgreiche Titelverteidigung mit persönlicher Ironman-Bestzeit                              |
| 10. Okt. 2015 | 361  | Ironman Hawaii                                  | Hawaii         | 12:26:22 |                                                                                               |
| 7. März 2015  | 1    | Ironman New Zealand                             | Taupō          | 09:05:45 |                                                                                               |
| 16. Nov. 2014 | 1    | Ironman Arizona                                 | Tempe          | 08:50:41 |                                                                                               |
| 11. Okt. 2014 | DNF  | Ironman Hawaii                                  | Hawaii         | –        | [ 14 ]                                                                                        |
| 1. März 2014  | 1    | Ironman New Zealand                             | Taupō          | 09:08:46 | dritter Ironman-Sieg in Neuseeland                                                            |
| 17. Nov. 2013 | 2    | Ironman Arizona                                 | Tempe          | 08:55:47 |                                                                                               |
| 12. Okt. 2013 | 7    | Ironman Hawaii                                  | Hawaii         | 09:10:19 |                                                                                               |
| 2. März 2013  | 1    | Ironman New Zealand                             | Taupō          | 09:17:10 |                                                                                               |
| 18. Nov. 2012 | 2    | Ironman Arizona                                 | Tempe          | 09:20:25 |                                                                                               |
| 3. Nov. 2012  | 4    | Ironman Florida                                 | Panama City    | 09:08:28 | schnellste Frau beim Schwimmen                                                                |
| 13. Okt. 2012 | DNF  | Ironman Hawaii                                  | Hawaii         | –        |                                                                                               |
| 24. Juni 2012 | 1    | Ironman Coeur d’Alene                           | Idaho          | 09:21:44 |                                                                                               |
| 5. Mai 2012   | 1    | Ironman St. George                              | St. George     | 10:12:59 |                                                                                               |
| 4. März 2012  | 1    | Ironman New Zealand                             | Taupō          | 04:22:46 | Witterungsbedingt musste der Ironman auf verkürztem Kurs als Ironman 70.3 ausgetragen werden. |
| 20. Nov. 2011 | 3    | Ironman Arizona                                 | Tempe          | 09:00:14 |                                                                                               |
| 5. Nov. 2011  | 3    | ITU Long Distance Triathlon World Championships | Henderson      | 05:40:45 | Weltmeisterschaft auf der Langdistanz                                                         |
| 11. Sep. 2011 | 2    | Ironman Wisconsin                               | Madison        | 09:50:45 |                                                                                               |
| 28. Aug. 2011 | 3    | Ironman Canada                                  | Penticton      | 09:37:22 |                                                                                               |
| 21. Nov. 2010 | 4    | Ironman Arizona                                 | Tempe          | 09:15:01 |                                                                                               |
| 9. Okt. 2010  | 26   | Ironman Hawaii                                  | Hawaii         | 10:04:02 | 26. von 40 Profi-Triathletinnen                                                               |
| 29. Aug. 2010 | 1    | Ironman Canada                                  | Penticton      | 09:13:46 | Sieg auf der Ironman-Distanz (3,8 km Schwimmen, 180 km Radfahren und 42,2 km Laufen)          |
| 27. Juni 2010 | 2    | Ironman Coeur d’Alene                           | Idaho          | 09:23:52 | [ 17 ] [ 18 ]                                                                                 |
| 1. Mai 2010   | 2    | Ironman St. George                              | St. George     | 09:46:58 |                                                                                               |
| 22. Nov. 2009 | 7    | Ironman Arizona                                 | Tempe          |          | erster Start als Triathlon-Profi                                                              |
| 20. Nov. 2008 | 10   | Ironman Arizona                                 | Tempe          | 09:56:41 |                                                                                               |
| 2001          |      | Ironman California                              | Kalifornien    | 12:30:06 |                                                                                               |

(DNF – Did Not Finish)